# Grete Waitz
Grete Waitz z domu Andersen (ur. 1 października 1953 w Oslo, zm. 19 kwietnia 2011 tamże) – norweska lekkoatletka, specjalizująca się w biegach na długich dystansach, czterokrotna olimpijka (1972, 1976, 1984, 1988) i medalistka olimpijska z 1984 roku.
Mistrzyni świata (Helsinki 1983) i wicemistrzyni olimpijska (Los Angeles 1984) w biegu maratońskim. Pięciokrotna mistrzyni świata w biegach przełajowych (1978, 1979, 1980, 1981, 1983), brązowa medalistka (1982, 1984). Brązowa medalistka mistrzostw Europy w biegu na 1500 m (1974) i na 3000 m (1978). Dwukrotna rekordzistka świata w biegu na 3000 m (8:46,6 w 1975, 8:45,4 w 1976). W 1977 triumfowała w biegu na 3000 m w pierwszym Pucharze Świata w Lekkoatletyce (Düsseldorf). Czterokrotnie ustanawiała najlepsze wyniki w historii kobiecego maratonu: 2:32:29,8 w Nowym Jorku (1978), 2:27:32,6 w Nowym Jorku (1979), 2:25:41,3 w Nowym Jorku (1980), 2:25:28,7 w Londynie (1983). 34-krotna mistrzyni Norwegii na różnych dystansach.

## Rekordy życiowe
- bieg na 1500 metrów – 4:00,55 (1978) Rekord Norwegii
- bieg na 3000 metrów - 8:31,75 (1979) Rekord Norwegii
- półmaraton - 1:08:49 (1988)
- maraton - 2:24:54 (1986)